# الكدور (الرقة)
الكدور قرية سورية تتبع ناحية المنصورة في منطقة الثورة في محافظة الرقة. بلغ عدد سكانها 206 نسمة في عام 2004 حسب إحصاء المكتب المركزي للإحصاء.